# Banisia clathrula
Banisia clathrula är en fjärilsart som beskrevs av Achille Guenée 1877. Banisia clathrula ingår i släktet Banisia och familjen Thyrididae. Inga underarter finns listade i Catalogue of Life.

## Bildgalleri

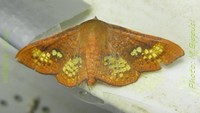